# Świstowe Siodło
Świstowe Siodło (1855 m) – płytka przełączka w polskich Tatrach Wysokich, znajdująca się w północnej grani Opalonego Wierchu pomiędzy jego północnym wierzchołkiem 2105 m a Świstową Kopą (1858 m). Nazwa autorstwa Władysława Cywińskiego. Znajduje się w odległości około 30 m od wierzchołka Świstowej Kopy. Jest to mało wyraźne wcięcie w grani, ma jednak znaczenie topograficzne, gdyż prowadzi przez nie ścieżka szlaku turystycznego z Morskiego Oka do Doliny Pięciu Stawów Polskich. Rejon przełęczy jest trawiasto-kosówkowy. Zachodnie stoki przełęczy opadają do Doliny Roztoki, wschodnie do Świstówki Roztockiej. Są średnio strome, piarżysto-trawiaste.
Przełączka nabrała znaczenia, gdy w 1956 poprowadzono nią nowy szlak turystyczny. Dawniej szlak z Morskiego Oka do Doliny Pięciu Stawów Polskich przez Opalone prowadził niżej, na Świstowy Przechód, trawersując północne stoki Świstowej Kopy tuż powyżej Żlebu Paryskiego. Odcinek szlaku powyżej tego żlebu i północnej ściany Świstowej Czuby był miejscem bardzo niebezpiecznym, zginęło tutaj kilkunastu ludzi, którzy runęli w przepaści (opisy w art. Świstowa Kopa). Obecna trasa jest bezpieczniejsza, jest jednak na okres zimowy zamykana, ze względu na duże zagrożenie lawinowe, szczególnie ze żlebów opadających z Opalonego Wierchu do Doliny Rybiego Potoku.

## Szlaki turystyczne
Morskie Oko – Opalone – Świstówka Roztocka – Świstowe Siodło – Świstowa Kopa – schronisko w Dolinie Pięciu Stawów. Jest zamknięty od 1 grudnia do 31 maja. Czas przejścia: 2 h, ↓ 1:40 h.